# Villaflora (Trolebús de Quito)
Villaflora es la decimoquinta parada del Corredor Trolebús, en el sur de la ciudad de Quito. Se ubica bajo la avenida Maldonado, cerca de su intersección con la calle Ernesto Terán, en la parroquia Chimbacalle. Fue construida durante la administración del alcalde Jamil Mahuad Witt, quien la inauguró en el 17 de diciembre de 1995 dentro del marco de la primera etapa operativa del sistema, que funcionaba entre las paradas El Recreo y Teatro Sucre.
Toma su nombre del barrio homónimo en el que se encuentra la estructura, y que a mediados del siglo XX fue planificado por el IESS como una ciudad jardín para la clase media quiteña que empezaba a acceder a sus préstamos hipotecarios. La parada sirve al sector circundante, en donde se levantan casas de inicios del siglo XX y viviendas modernas de la clase trabajadora, además de restaurantes, importantes cadenas de comida rápida y docenas de locales comerciales con un alto tránsito clientelar.
Esta parada antes de ser semi-subterránea, era una parada normal, pero debido a problemas de congestión que causaban, se decidió en 2002, la construcción de la nueva estación que ocuparía el lugar del viejo redondel, siendo la primera parada de todo el sistema Metrobus-Q en ser subterránea. Su icono representa a una flor de 5 pétalos en una maceta, y actualmente solo se puede ver en placas de metal que cuentan la historia del barrio de la Villaflora.